# Naturliga enheter
Naturliga enheter kallas den typ av enhetssystem som är baserade på universella fysiska konstanter. Till exempel är elementarladdningen e en naturlig enhet för elektrisk laddning. I ett helt naturligt enhetssystem är vissa utvalda fysiska konstanter normaliserade till ett; dvs deras numeriska värde uttryckt i enheter av sig själva är 1. Detta används för att förenkla beräkningar, men kan skapa missförstånd då de konstanter som utgör basen i enhetssystemet riskerar att exkluderas ur de ekvationer där de ingår.
Det finns olika typer av naturliga enhetssystem:
- Planckenheter kallas det system där {\displaystyle c=G=\hbar =k_{\text{B}}=1\ } där c är ljusets hastighet, G är gravitationskonstanten, ℏ är Diracs konstant, och kB är Boltzmanns konstant.
- Naturliga enheter (partikelfysik) kallas det system där {\displaystyle c=\hbar =k_{\text{B}}=1\ }. Utöver dessa behöves en till enhet för att kunna uttrycka alla storheter. Den har valts till elektronvolt, trots att det egentligen inte är en naturlig enhet. Därmed uttryckes alla storheter i potenser av elektronvolt. Detta system är väl använt inom främst partikelfysik men även inom kosmologi. Både enheten för massa och energi är här elektronvolt, trots att de är olika storheter, baserat på formeln {\displaystyle E=mc^{2}}.